# Santiago E-Prix
Der Santiago E-Prix ist ein Automobilrennen der FIA-Formel-E-Meisterschaft in Santiago de Chile, Chile. Es wurde erstmals am 3. Februar 2018 im Rahmen der FIA-Formel-E-Meisterschaft 2017/18 ausgetragen.

## Geschichte
Der erste Santiago E-Prix fand auf der Formel-E-Rennstrecke Santiago (Parque Forestal) statt. Jean-Éric Vergne gewann das Rennen vor André Lotterer und Sébastien Buemi.
Die zweite Auflage fand dann auf einer neuen Strecke im Parque O’Higgins statt. Sam Bird gewann das Rennen vor Pascal Wehrlein und Daniel Abt. Für das Folgejahr wurde die Streckenführung überarbeitet. Maximilian Günther gewann den E-Prix vor António Félix da Costa und Mitch Evans.

## Ergebnisse
| Auflage | Jahr    | Strecke                                          | Sieger                                         | Zweiter                               | Dritter                                               | Pole-Position                         | Schnellste Runde                                      |
| ------- | ------- | ------------------------------------------------ | ---------------------------------------------- | ------------------------------------- | ----------------------------------------------------- | ------------------------------------- | ----------------------------------------------------- |
| 1       | 2017/18 | Formel-E-Rennstrecke Santiago (Parque Forestal)  | Jean-Éric Vergne (Techeetah)                   | André Lotterer (Techeetah)            | Sébastien Buemi (Renault e.dams)                      | Jean-Éric Vergne (Techeetah)          | Sam Bird (DS Virgin Racing Formula E Team)            |
| 2       | 2018/19 | Formel-E-Rennstrecke Santiago (Parque O’Higgins) | Sam Bird (Envision Virgin Racing)              | Pascal Wehrlein (Mahindra Racing)     | Daniel Abt (Audi Sport ABT Schaeffler Formula E Team) | Sébastien Buemi (Nissan e.dams)       | Daniel Abt (Audi Sport ABT Schaeffler Formula E Team) |
| 3       | 2019/20 | Formel-E-Rennstrecke Santiago (Parque O’Higgins) | Maximilian Günther (BMW i Andretti Motorsport) | António Félix da Costa (DS Techeetah) | Mitch Evans (Panasonic Jaguar Racing)                 | Mitch Evans (Panasonic Jaguar Racing) | Oliver Rowland (Nissan e.dams)                        |